# TV3 (Svezia)
TV3 è un canale televisivo svedese pay di proprietà della Modern Times Group (MTG).
Fu una delle prime reti televisive sul satellite Astra 1A.
Fondato il 31 dicembre 1987 dall'imprenditore Jan Stenbeck, doveva essere inizialmente un canale trasmesso in tutta la Scandinavia, ma poco dopo Danimarca e Norvegia ottennero la loro versione di TV3.
Il canale veniva trasmesso da Londra in modo da evitare le severe regole sulla pubblicità imposte dal governo svedese.
Ha sede a Middlesex, come gli altri canali Viasat. Fu il primo canale svedese privato nella storia a rompere il monopolio di SVT.
L'offerta di programmi è mista e, nel corso degli anni, il canale ha spaziato tra diversi generi.
Nel 2006 si è definitivamente configurato come canale di intrattenimento, con un leggero approccio femminile.
Oltre alle serie importate dall'estero e alle sitcom, TV3 offre anche molti importanti eventi sportivi, programmi di attualità, telegiornali, reality, quiz, giochi e programmi mattutini per bambini.
Tra i programmi acquisiti da TV3 ci sono i Simpsons, NCIS, La Tata, Weeds, Streghe e My Name is Earl. Tra i programmi della rete ci sono reality e giochi come Expedition Robinson (comprato da SVT dopo la settima stagione), oltre a programmi di attualità e notiziari.
TV3 è disponibile su tutte le reti via cavo e sulla piattaforma satellitare Viasat di MTG. Attualmente è disponibile anche sulla piattaforma digitale concorrente "Canal Digital". Malgrado il gruppo MTG abbia fatto richiesta di analoghe licenze terrestri, queste non gli sono mai state concesse.
Quando cominciò la televisione digitale terrestre (DTT) nel 1999, TV3 ottenne una licenza e iniziò a trasmettere nel 2000, ma nell'agosto del 2001 decisero di eliminare le trasmissioni terrestri. Nel 2003, il gruppo fece di nuovo richiesta di una licenza e ricominciò a trasmettere sulla rete DTT nel marzo del 2004. Questa volta decisero di trasmettere in chiaro, ma il segnale si alterò e divenne disponibile solo per gli abbonati Boxer.
Nel 2014 e 2016 ha trasmesso le Olimpiadi.

## Loghi
Il nuovo logo venne creato in cooperazione con lo studio grafico Trollbäck + Company, con sede a New York.

Logo TV3 dal 2009